# Carré de l'Est
Le Carré de l'Est est un fromage français, originaire de la Lorraine. Sa forme carrée lui a donné son nom.
C'est un petit fromage à base de lait de vache, à pâte molle à croûte fleurie ou lavée, d'un poids moyen de 330 grammes.
Sa période de dégustation optimale s'étale de mai à août après un affinage de cinq semaines, mais il est aussi excellent de mars à octobre.
Ce fromage est défini par la loi française à travers le décret du 27 avril 2007.

## Formats
Il existe sous trois formats :
- le Petit carré de l’Est de 6,5 à 7,5 cm de côté et de 125 à 160 g.
- Le Carré de l’Est de 8,5 à 11 cm de côté et de 100 à 300 g.
- Le Grand Carré de l’Est de 18 à 21 cm de côté et de 800 g à 1,2 kg.

## Galerie photographique

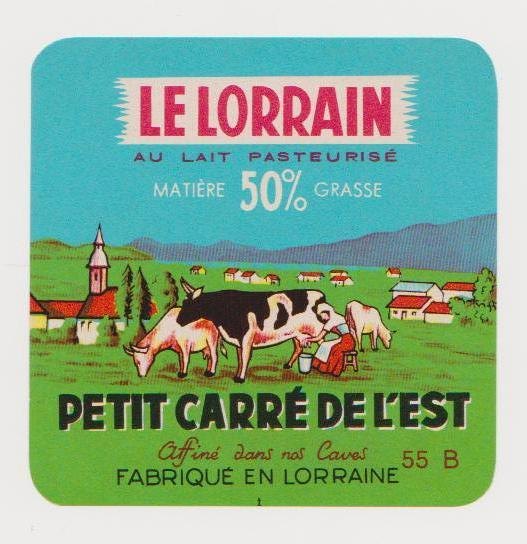
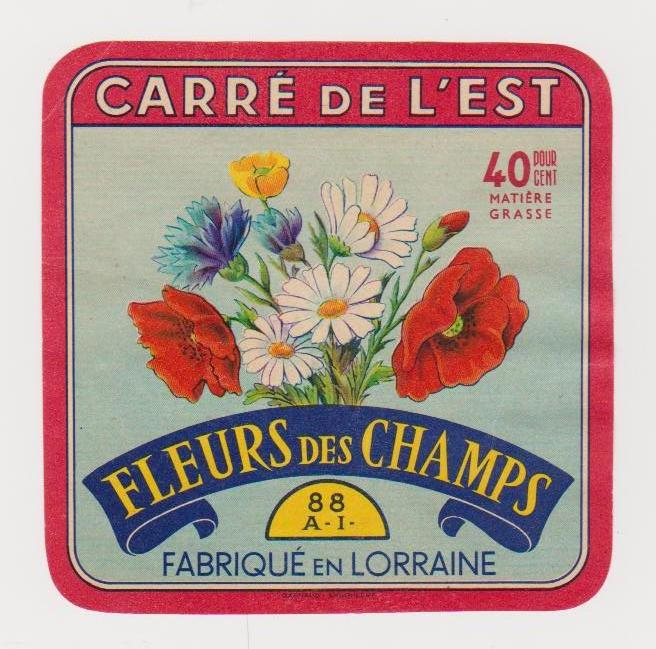
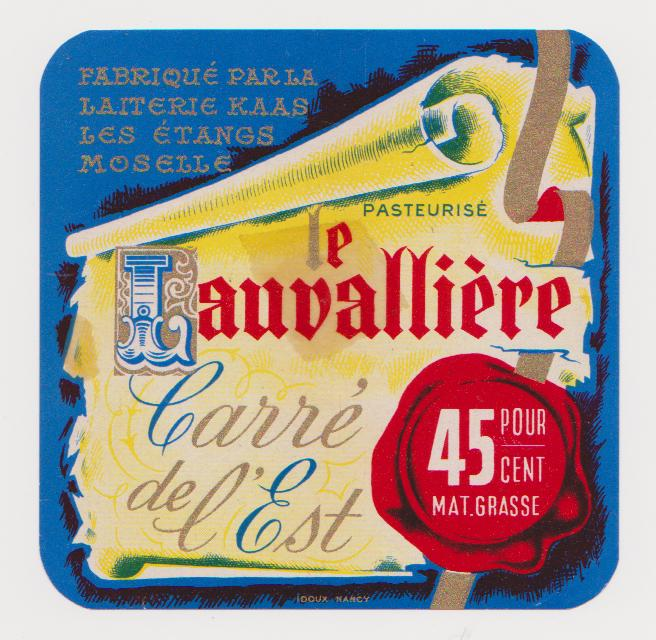
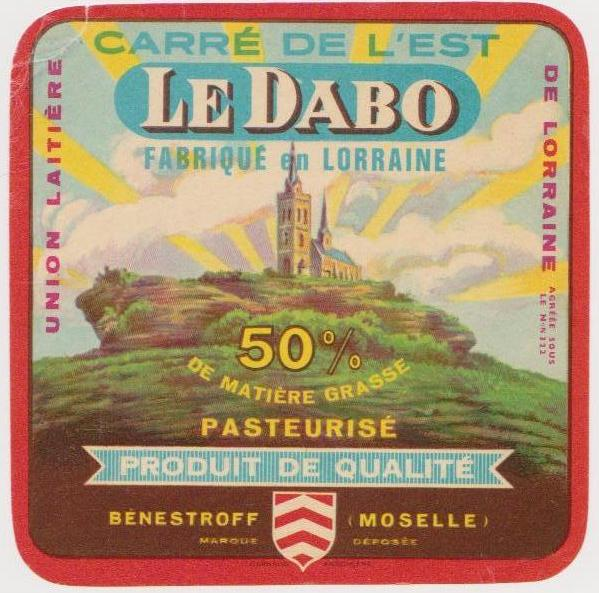
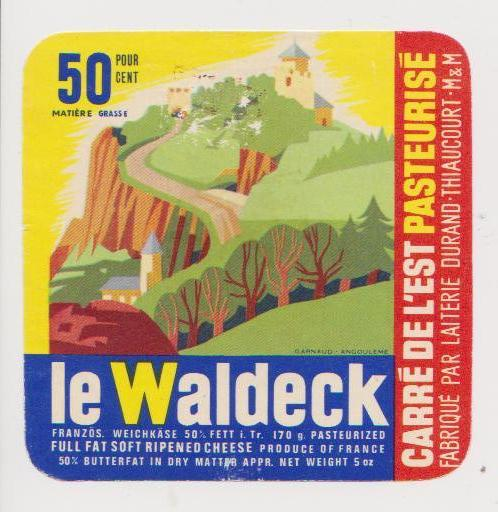